# Kałuża (drzeworyt)
Kałuża – drzeworyt z 1952 r. autorstwa holenderskiego malarza i grafika Mauritsa Cornelisa Eschera.
Podobnie jak w innych dziełach wykorzystał tutaj techniki paradoksu, złudzeń optycznych i innych koncepcji wizualnych. Na drzeworycie przedstawił w realistyczny sposób dwie perspektywy jednocześnie. Obraz przedstawia nocny widok gruntowej drogi z dużą kałużą pośrodku i widocznym w niej odbiciem Księżyca. Jednak po odwróceniu obrazu o 180 stopni i skupieniu wzroku na odbiciu w wodzie, staje się on widokiem lasu z Księżycem w pełni. Droga przedstawiona w "Kałuży" jest błotnista i widoczne są na niej dwie pary śladów pozostawionych przez koła ciężarówek, ślady butów dwóch osób idących w przeciwnych kierunkach oraz cztery ślady kół rowerowych.